# First Message
『First Message』（ファースト・メッセージ）は、日本の歌手絢香の1枚目のアルバム。2006年11月1日にリリースされた。発売元はワーナーミュージック・ジャパン。

## 概要
デビューアルバム。1枚目のシングル「I believe」収録の「夢のカケラ」、3枚目のシングル「Real voice」収録の「Peace loving people」、4枚目のシングル「三日月」収録の「君のキスで…」、並びにカラオケバージョンやライブバージョンはそれぞれ本アルバムには収録されていない。
またアルバムには、発売された100枚のうちの1枚の割合でGOLD TICKETというチケットが封入された。チケット入りのアルバムを入手した購入者は、2006年11月18日から全国で行われたライブに行くと、その会場で「アルバム全曲アカペラ収録のドキュメンタリーDVD」がもらえた。
オリコン週間アルバムランキングで初登場首位を獲得した。さらに翌2007年4月23日付の登場24週目でミリオンを突破した。自身初のミリオンで、女性ソロ歌手による1stアルバムのミリオンは、アヴリル・ラヴィーン『レット・ゴー』以来、3年ぶり。邦楽女性ソロ歌手では、中島美嘉『TRUE』以来、4年5カ月ぶりとなった。
歌詞カードの見開きのページに「Jewelry day」の歌詞の一部が書かれている。

## 収録曲
1. Start to 0 (Love) (3:58)
  - 作詞：絢香 / 作曲：西尾芳彦 / 編曲：L.O.E

日本テレビ系列ほか民間放送43社共同制作「第85回全国高校サッカー選手権大会」イメージソング。
因みに決勝戦ではハーフタイムにこの曲でミニライブを行った。
また、翌年発売の5thシングル「Jewelry day」には、アコースティックバージョンが収録されている。
2. Real voice (3:58)
  - 作詞：絢香 / 作曲：西尾芳彦 / 編曲：L.O.E

3rdシングル。ドラマ『サプリ』主題歌。
3. Sha la la (3:29)
  - 作詞：絢香 / 作曲：西尾芳彦、絢香 / 編曲：L.O.E

2ndシングル「melody 〜SOUNDS REAL〜」には、ライブ音源が収録されている。
4. ブルーデイズ (4:54)
  - 作詞：絢香 / 作曲：西尾芳彦 / 編曲：L.O.E

2ndシングル「melody 〜SOUNDS REAL〜」のカップリング曲。ドラマ『サプリ』挿入歌。
5. I believe (4:57)
  - 作詞：絢香 / 作曲：絢香、西尾芳彦 / 編曲：L.O.E

1stシングル
6. Stay with me (3:47)
  - 作詞：絢香 / 作曲：西尾芳彦、絢香 / 編曲：L.O.E
7. melody (3:29)
  - 作詞：絢香 / 作曲：西尾芳彦 / 編曲：L.O.E

2ndシングル
8. 君のパワーと大人のフリ (4:09)
  - 作詞：絢香 / 作曲：西尾芳彦、絢香 / 編曲：L.O.E
9. 永遠の物語 (2:13)
  - 作詞：絢香 / 作曲：西尾芳彦 / 編曲：L.O.E
10. 時を戻して (4:19)
  - 作詞：絢香 / 作曲：西尾芳彦、絢香 / 編曲：上杉洋史
11. 1・2・3・4 (3:43)
  - 作詞：絢香 / 作曲：西尾芳彦 / 編曲：L.O.E
12. Story (3:47)
  - 作詞：絢香 / 作曲：西尾芳彦、絢香 / 編曲：L.O.E

集英社「MORE」CMソング
13. ライラライ (3:16)
  - 作詞：絢香 / 作曲：西尾芳彦 / 編曲：L.O.E
14. 三日月 (4:39)
  - 作詞：絢香 / 作曲：西尾芳彦、絢香 / 編曲：L.O.E

4thシングル
15. message (1:07)
  - 作詞・作曲・編曲：絢香

アカペラで構成された楽曲である。

## 演奏
- 絢香
  - Vocal
  - Chorus (#5.13)
- L.O.E (鈴木Daichi秀行)
  - All Instruments (#1.4.7.11.12)
  - Guitars (#2.3.5.6.8.9.10.13.14)
  - Computer Programming (#2.3.5.6.8.13.14)
  - Bass (#5.6.13.14)
- そうる透：Drums (#2.5.8.13)
- 種子田健：Bass (#2.3)
- 杉山卓夫：Piano (#2.8.14)
- 村石雅行：Drums (#3)
- 西尾芳彦：Chorus (#5.13)
- 川村ケン：Piano (#5.6)
- クラッシャー木村：Solo Violin (#5)
- 弦一徹ストリングス：Strings (#5)
- 山口寛雄：Bass (#8)
- 河村“カースケ”智康：Drums (#10)
- 上杉佳弥：Bass (#10)
- 竹上良成：Sax (#10)
- 澤野博敬：Trumpet (#10)
- 池田雅明：Trombone (#10)
- 上杉洋史：Keyboards & Computer Programming (#10)
- クラッシャー木村ストリングス：Strings (#14)